# Народна партия за свобода и демокрация
Народната партия за свобода и демокрация (на нидерландски: Volkspartij voor Vrijheid en Democratie) е центристко-дясна и консервативно либерална политическа партия в Нидерландия.
Партията е основана през 1948 година с обединението на либералната Партия на свободата и дясното крило на социалдемократическата Партия на труда. Тя участва като по-малък коалиционен партньор в множество правителства – през 1948 – 1951, 1959 – 1965, 1967 – 1973, 1977 – 1981, 1982 – 1989 и 1994 – 2007 година. През 2010 година Народната партия за свобода и демокрация за пръв път в своята история става първа политическа сила и нейният лидер Марк Рюте оглавява правителство на малцинството в коалиция с партията Християндемократически апел.
На предсрочните избори през 2012 година Народната партия за свобода и демокрация затвърждава резултата си и получава 27% от гласовете и 41 места във Втората камара на парламента.

## История

### 1948 – 1971
Народната партия за свобода и демокрация е основана през 1948 г, като продължение на Партията на свободата, която наследява Либералната народна партия, която произлиза от Либералния съюз. Към партията се присъединяват група либерални членове на Работническата партия, водени от Питър Ууд. Либералите в Работническата партия са предимно членове на бившата Свободомислеща демократична лига. Те вярват, че работническата партия става прекалено социалистическа за техните убеждения. Ууд става първият лидер на обединената партия.
Между 1948 и 1952 г. партията става част от правителствата водени от лидера на Работническата партия Вилем Дрес. Партията има само 8 места и е от малките партньори в коалицията. Правителствата на Дрес поставят основите на държава на всеобщото благоденствие и деколонизацията на Нидерландска Индия. На изборите през 1952 г. НПСД взима едно място но не става част от правителството. На изборите четири години по-късно броят на депутатите от НПСД се увеличава до 13, но въпреки това партията остава извън управлението до изборите през 1959, които се провеждат по-рано зарази правителствена криза. Този път НПСД взима 19 места и става част от правителството заедно с Протестантската Анти-революционна партия, Християнския исторически съюз и Римокатолическата КВП.
През 1963, Ууд се оттегля от политиката и е наследен от вътрешния министър, Едзо Токсопеус. С Токсопеус като лидер, НПСД губи три от местата си на изборите през 1963, но остава част от правителството. През 1963, голяма част от разочарованите членовете на партията основават Либералния демократически център с цел да бъдат представени по съвременни либерални идеи, в противовес на класическия либерализъм на НПСД. През 1966, ядосани от напразните си усилия, членовете на ЛДЦ основават изцяло нова партия, Демократи 66.
През 1965, се разразява конфликт между министрите от НПСД и тези от КНП и АРП в кабинета на Виктор Мариджинен. Правителството пада и без провеждане на избори е заменено от коалиционен кабинет, оглавяван от Джо Калс, който също пада година след това. На последвалите избори през 1967 г. НПСД остава сравнително стабилна и взима участие в още едно правителство, този път оглавявано от Пиет Де Йонг.
По това време партията поддържа известни отношения с други либерални организации и заедно с тях формира неутралния пилар. Те включват вестници, радия и работнически организации.

### 1971 – 1994
След като на изборите през 1971 г. местата на НПСД намаляват с едно, кабинета губи мнозинството си. Формирано е коалиционно правителство между Християн демократите, НПСД и Наследника на Работническата партия, Демократични социалисти '70. Този кабинет пада само няколко месеца по-късно. Междувременно, харизматичния млад депутат, Ханс Вигел привлича значително внимание. Той става новия лидер на НПСД: през 1971 той става новия лидер на парламента и през 1972 е назначен за Lijsttrekker. Под ръководството на Вигел, партията се ориентира към нов политически курс, реформа на системата за социално плащане, намаляване на данъците. Вигел не е повлиян от конфликт с Работническата партия и търговските профсъюзи. С новия курс идва и нов електорат: избиратели от работническата и средна класа.
Политическият курс се оказва печеливш: в силно поляризираните избори през 1972 г, НПСД взима с шест места повече. Партията не е част от правителството на Християндемократите и социалдемократите, оглавявано от Юп ден Юл.